# Torma (cake)
Een torma is een offercakeje of -koekje dat in gebruik is in het Tibetaans boeddhisme. Het bestaat uit deeg en boter. De koekjes worden ceremonieel weggeworpen tijdens festivals, omdat ze worden gezien als een verzameling van alle kwaad. De koekjes worden verder ook op voorwerpen gezet. De meest bewerkelijke figuren worden gemaakt voor mönlam, het Tibetaans nieuwjaar, wanneer ze op frames worden geplaatst van leer.
Torma's worden gemaakt in verschillende kleuren, vaak met wit of rood voor de romp van het koekje. Ze worden in verschillende vormen gemaakt en zijn meestal kegelvormig.
Er bestaan verschillende variaties van de torma's, zoals:
- Godheidtorma's
- Voedseltorma's
- Offertorma's
- Genezingstorma's